# Вишенки (Злынковский район)
Вишенки (Вишеньки) — посёлок в Злынковском районе Брянской области, в составе Спиридоновобудского сельского поселения. 
 Расположен в 3 км к северу от деревни Карпиловка, в 6 км к северо-востоку от села Денисковичи. 
 Постоянное население с 2005 года отсутствует.

## История
Упоминается с 1920-х годов; до 2005 входил в состав Карпиловского сельсовета.
| Годы      | 1926 | 1979 | 1989 | 2002 | 2010 |
| --------- | ---- | ---- | ---- | ---- | ---- |
| Население | 112  | 64   | 10   | 2    | 0    |